# Dachbachi (Khojavend)

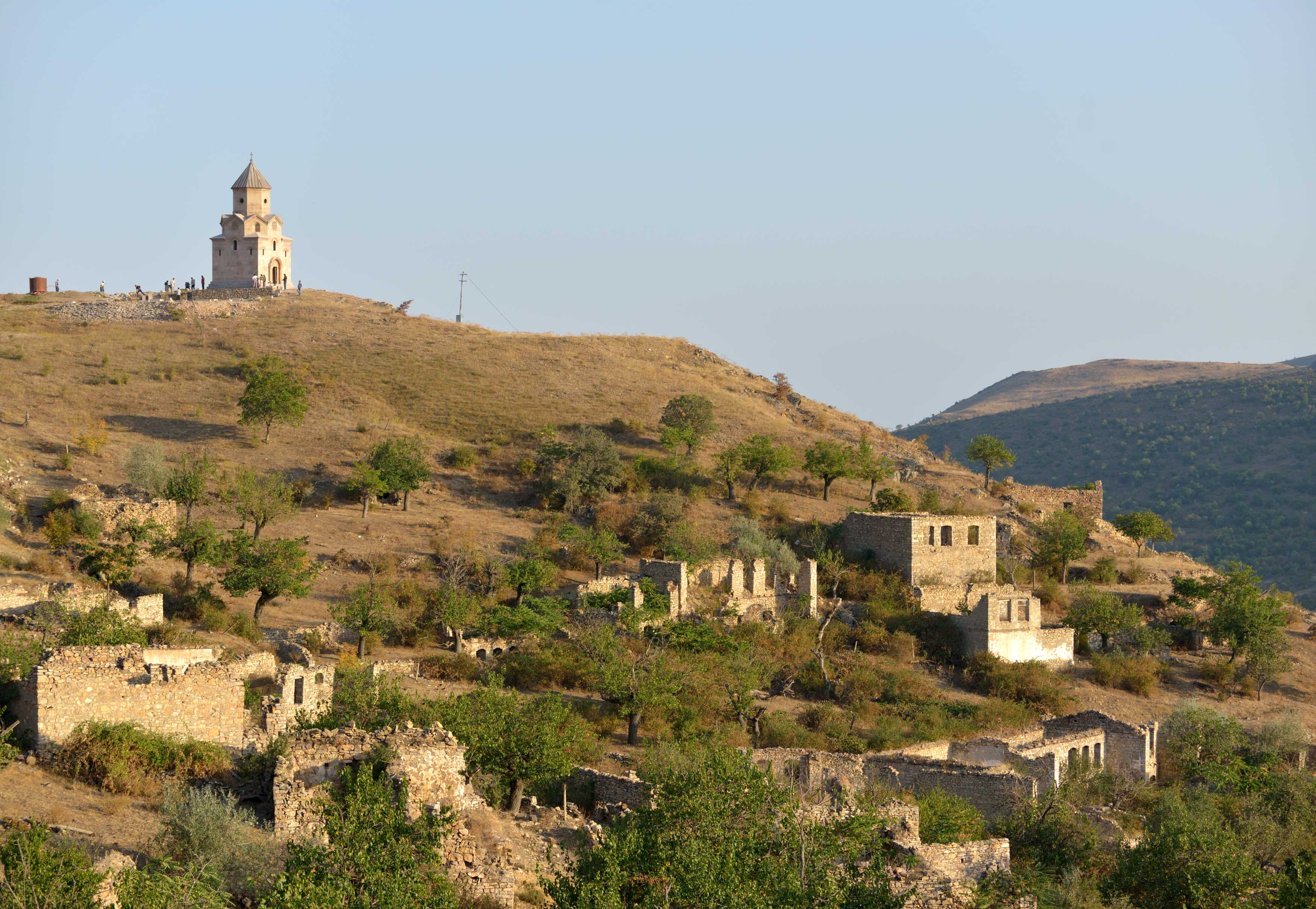
Village de Dashbashi en Azerbaïdjan

Dachbachi est un village de la région de Khojavend en Azerbaïdjan.

## Histoire
En 1993-2020, Dachbachi était sous le contrôle des forces armées arméniennes. En 2020, au cours de la deuxième guerre du Haut-Karabagh, la région de Khojavend, y compris le village de Dachbachi est passé sous le contrôle des forces azerbaïdjanaises,.

## Géographie
Le village de Dachbachi de la région de Khojavend est situé dans la circonscription administrative du village d'Arakul.

## Économie
La principale occupation de la population est l'élevage et l'agriculture.